# Bjørn Nørgaard
Bjørn Nørgaard (Copenhague, 21 de mayo de 1947) es un artista danés. Ha influenciado notablemente el arte de su país con sus esculturas, performance y happening. Aunque desde 1970 ese es su campo de mayor trabajo, un logro muy notable son los tapices diseñados para la Margarita II. Fue profesor de la Academia Real de Bellas Artes de 1985 a 1994. Trabaja en la localidad de Bissinge, en la isla de Møn. Entre sus influencias se encuentra el alemán Joseph Beuys. 

## Exhibiciones
- Statens Museum for Kunst: Venus mirrors mirrors Venus (2005).[3]
- Køge Art Museum: Sketches for Queen Margrethe's tapestries.[4]
- Chemnitz, Germany (2009): Bjørn Nørgaard - Kunstsamlungen Chemnitz.[5]